# Western Area (Sierra Leone)
Die Western Area ist die kleinste der fünf Verwaltungsregionen von Sierra Leone. Sie umfasst die Landeshauptstadt Freetown mit den sie umgebenden Löwenbergen. Sie entspricht in ihren Grenzen der ehemaligen Britischen Kronkolonie.
Die Western Area ist in die Distrikte Western Area Rural und Western Area Urban unterteilt. Freetown ist Hauptstadt der Western Area und beider Distrikte. Im Unterschied zu den anderen vier Verwaltungsregionen (Eastern, Northern, North West und Southern) ist die Western Area ein Gebiet und keine Provinz. Zur Western Area gehören auch die Insel Tasso und die Inselgruppe Banana sowie Bunce Island. Höchste Erhebung ist der Picket Hill mit 888 Meter.
Das Gebiet ist 557 Quadratkilometer groß und hat 1.271.330 Einwohner (Stand 2021).
In der Western Area sind sämtliche ethnischen Gruppen des Landes vertreten. Krio ist die am weitesten verbreitete Sprache in dem Gebiet.

## Infrastruktur
Das Gebiet verfügte 2006 über 108 Gesundheitseinrichtungen, darunter jeweils zwölf staatliche und Missionskrankenhäuser sowie zwei private Krankenhäuser. Die Alphabetisierungsrate im Distrikt Western Area Urban (Stadtgebiet von Freetown) lag 2004 bei 67,7 Prozent (75,8 Prozent der Männer und 59,7 Prozent der Frauen) und damit deutlich über dem Landesdurchschnitt. 65,8 Prozent der Kinder besuchten eine Schule.